# Кинг (порода голубей)
Кинг (англ. King) — порода голубей, выведенная голубеводами США.

## История
Порода мясных голубей выведена в США для производства голубиного мяса. Кинги выведены из римлян, мальтийцев и почтовых голубей путём скрещивания. В 1890-е годы были выведены первые кинги. В 1921 году был выработан первый стандарт этой породы.

## Общее впечатление
У кингов живой, боевой, а иногда и агрессивный темперамент. По внешнему виду и использованию кингов подразделяют на промышленных, выращиваемых на мясо, и выставочных. У голубя мощный корпус, крупная голова. Глаза у белых птиц — черные, у цветных — желтые. Веки тонкие, телесного или красноватого цвета. Клюв средний, мощный. Шея короткая, толстая, почти вертикальная. Грудь широкая, округлая, выпуклая. Спина широкая, плоская. Крылья прямые, короткие. Хвост очень маленький, приподнятый.

## Полет
Кинги — это порода мясных голубей, она относится к слаболетающим голубям.

## Содержание
К условиям содержания нетребовательны, плодовиты и хорошо выкармливают птенцов. Промышленный кинг тяжеловесен — до 800 г, быстро растёт, плодовит. Выставочные кинги достигают массы в 1,5 кг, но малоплодовиты.